# Mickey, Donald, Goofy: The Three Musketeers
Mickey, Donald, Goofy: The Three Musketeers é um longa-metragem animado estadunidense, produzido pela Disney, e que reúne três famosos personagens do cinema animado do país, numa bem-humorada paródia do célebre romance de Alexandre Dumas.

## Sinopse
Trovador, uma tartaruga com sotaque francês que adora canções, está nos bastidores de um show que tenta lembrar ao narrador que ele prometeu usar uma das canções. O narrador ignora a tartaruga e quebra sua promessa, mas acidentalmente cai em um alçapão quando o show está para começar. Consequentemente, o Trovador é levado a contar a história ao público no último minuto. Em pânico, Trovador rapidamente pega o gibi Os três mosqueteiros e começa a ler. Ele descreve cada palavra e expressão dos personagens conforme ele se interessa pelos quadrinhos. 
Mickey Mouse, Pato Donald, Pateta e Pluto são meninos de rua que, ao serem roubados por bandidos mascarados (interpretados pelos Irmãos Metralha), são salvos pelos Mosqueteiros Reais, Athos , Porthos , Aramis e D'Artagnan. Mickey acaba ganhando um de seus chapéus, inspirando-os a seguir seu exemplo em se tornarem mosqueteiros; entretanto, nos dias de hoje, Mickey, Donald e Pateta são humildes zeladores do quartel-general dos mosqueteiros liderado por capitão Bafo e seu sonho ainda está longe. Infelizmente, eles são muito desajeitados e sempre causam bagunça. Após que um incidente incomoda o capitão dos mosqueteiros, retratado por Bafo, ele desdenhosamente diz ao trio que eles não podem se tornar mosqueteiros porque Donald é um "covarde", Pateta é um "idiota" e Mickey é "simplesmente pequeno demais", deixando os três desanimados.
Enquanto isso, Minnie Mouse, princesa da França e sua dama de companhia, Margarida, estão em um palácio discutindo a obsessão de Minnie em encontrar seu "único amor verdadeiro". Margarida diz que deve se casar com alguém de sangue real e Minnie insiste que não pode se casar com alguém que não ama. Minnie diz que conhecerá "aquele" quando ele a fizer rir. Minnie então dá um passeio no jardim do palácio e quase não sobrevive a um atentado contra sua vida quando os Irmãos Metralha tentam colocar um cofre em cima dela.
Os Metralha correram para dizer a seu chefe, que revelou ser o capitão Bafo, que não tiveram sucesso em jogar o cofre em cima de Minnie. Bafo os espanca por entender mal suas ordens, dizendo que queria que eles "a mantivessem segura" até que ele pudesse assumir o controle do reino. Os Irmãos Metralha são incompreendidos e punidos pela tenente de Bafo, Clarabela, que todos caem em uma pequena cova. Minnie então convoca capitão Bafo, exigindo que ele produza guarda-costas mosqueteiros. Percebendo que mosqueteiros habilidosos colocarão em risco seu plano de derrubar a princesa, Bafo vai rapidamente para a sala do zelador e diz a Mickey, Donald e Pateta que eles passaram no teste e têm o que é preciso para se tornarem mosqueteiros, sabendo que será fácil se livrar deles . Depois de se conhecerem e atacarem Margarida por engano, Minnie se apaixona por Mickey e se sente segura nas mãos de sua bravura. Bafo então dá a chance para os Irmãos Metralha sequestrarem as duas, para que ele possa se tornar rei amanhã, quando for anunciado na Ópera.
Enquanto Minnie e Margarida são protegidos por Mickey, Donald e Pateta, que saem em uma jornada em uma carruagem, eles são emboscados pelos Irmãos Metralha que atacam e lutam contra Mickey, Donald e Pateta. Donald se esconde, com Minnie e Margarida tentando persuadi-lo a revidar, e Pateta é facilmente derrotado e jogado para fora da carruagem. Mickey também é derrotado e jogado para fora, deixando apenas Donald, mas ele está muito assustado e se joga para fora. O trio está perdido, mas Mickey encoraja seus amigos a não perderem as esperanças quando Bafo os transformou em mosqueteiros. O trio corre para resgatar Minnie e Margarida de uma torre abandonada. Quando eles não conseguem abrir a porta, Pateta tenta arrombá-la, mas Mickey, ao ver um sinal de empurrão na porta, abre quando Pateta passa correndo. Ele passa zunindo pelos Metralha e sai pela janela da torre, onde é jogado por uma árvore, chutado por uma vaca, e lançado de volta para a torre por um moinho de vento onde ele passa pelos bandidos e volta para onde Mickey e Donald estão. O trio rapidamente alcança os Metralha no momento em que eles jogam Minnie e Margarida em uma gaiola. Enquanto lutava contra eles, Donald recua enquanto Mickey e Pateta são encurralados, mas Pateta, ao ver um buraco em forma de Pateta na janela atrás dos Irmãos Metralha, lembra o que aconteceu quando ele tentou quebrar a porta da torre e teve a ideia de fazer a mesma coisa com Mickey, jogando os trio de bandidos no rio e permitindo que salvassem Minnie e Margarida. Donald se reconcilia com o grupo e declara vitória. Depois, Mickey desamarra Minnie e a faz rir, e os dois ratos se apaixonam e passam um tempo sozinhos enquanto voltam para casa.
Bafo então fica furioso porque os Irmãos Metralha falharam em sua tarefa e percebe que os três protagonistas são mais uma ameaça do que ele inicialmente antecipou. Ele então planeja se livrar deles individualmente. Durante o serviço noturno, Pateta é atraído para fora do palácio por Clarabela, que usa um fantoche de sombra de Mickey com as mãos, o que faz Pateta seguir a sombra (depois de ouvir sobre manteiga de amendoim). A sombra então desaparece, na qual Pateta é encurralado, subjugado e sequestrado pela tenente. Os Irmãos Metralha aparecem antes de Donald e o atacam, fazendo com que ele se esconda, antes que Bafo o prenda e coloque Donald em uma guilhotina. Donald descobre uma foto de Bafo vestido como um rei e rindo de Minnie enjaulada junto com três lápides com o nome de cada um deles. Mickey e Pateta descobrem que Bafo planeja se tornar rei e prender Minnie em algum lugar, onde ela ficará escondida, e que o trio será morto e não será capaz de resgatar Minnie. Naquele momento, Donald escapa no último segundo, fazendo com que Bafo perca sua perna de pau após mergulhar sob a lâmina da guilhotina para tentar evitar sua fuga.
Pluto descobre que Pateta e Donald estão desaparecidos e esbarra em Mickey para avisá-lo. Donald retorna ao castelo e conta a Mickey toda a história, mas com medo diz que eles deveriam parar de ser mosqueteiros, alegando que "é cada pato por si". Mickey tenta convencer Donald dizendo que eles foram capazes de impedir Bafo de sequestrar Minnie, mas Donald revela que ele estava se escondendo quando eles lutaram contra os Irmãos Metralha antes. Mickey tenta convencer Donald de que ele estará ao seu lado, e que Donald veio para avisá-lo teve coragem. No entanto, Donald pede desculpas antes de fugir assustadoramente, deixando Mickey e Pluto para trás. Este é então capturado por Bafo, com Pluto sendo incapaz de salvar Mickey. Bafo o acorrenta em uma masmorra no Monte Saint-Michel que irá inundar quando a maré subir.
Pateta, por sua vez, é acorrentado por Clarabela e prestes a ser jogado de uma ponte em um rio para se afogar, mas Pateta se apaixona por Clarabela e conquista seu coração com seu charme. Clarabela abandona suas ambições malignas e revela as verdadeiras intenções de Bafo para Pateta, e que Mickey está em perigo. No entanto, a ponte de repente desmorona e manda Pateta e Clarabela para o rio abaixo. Donald, que está remando pelo rio para escapar da França, interrompe a queda. A maré chega, onde Mickey está prestes a se afogar. Pateta não consegue convencer Donald a ajudá-lo a salvar Mickey, mas graças a uma música do Trovador ridicularizando a covardia de Donald. Furioso e agora confiante, Donald decide se juntar ao Pateta. A dupla mal consegue salvar Mickey antes que ele se afogue. Depois de se reconciliarem, eles saem para resgatar Minnie e Margarida.
Os Irmãos Metralha capturam Minnie e Margarida em um teatro e as trancam em um baú, e um deles se faz passar por Minnie, anunciando ao público que o trono agora está sendo entregue ao "Rei Bafo, o Magnífico". Bafo está feliz por se tornar o Rei e a Ópera começa. Pluto usa seu nariz para rastrear Minnie e Margarida. Mickey, Donald e Pateta chegam e lutam contra Bafo e os Metralha no palco, primeiro derrotando os bandidos, fazendo-os cair no porão junto com Donald e Pateta.
Bafo então desafia Mickey em uma luta de espadas final, mas depois que Mickey desarma Bafo, ele é socado e facilmente derrotado. No entanto, Donald e Pateta (tendo sobrevivido à queda) voltam e ajudam Mickey a derrotar Bafo, nocauteando-o. O trio salva Minnie e Margarida bem na frente do público, embora não se saiba o que acontece com Bafo e os Irmãos Metralha. Clarabela chega, se reunindo com Pateta enquanto Mickey e Minnie finalmente declaram seu amor um pelo outro, enquanto os outros fazem o mesmo: Donald e Margarida, Pateta e Clarabela. No final, Minnie recebe Mickey, Donald e Pateta como mosqueteiros reais. O Trovador anuncia que este foi o dia em que os três heróis finalmente realizaram seu sonho. Mickey, Donald, Pateta e o resto dos mosqueteiros da França cantam a canção final "Um Por Todos e Todos Por Um" no final do filme.

## Trilha sonora
O Filme conta com paródias feitas pela Disney
| Paródia                     | Música Original                                   | Ano  |
| --------------------------- | ------------------------------------------------- | ---- |
| Um por Todos e Todos por Um | Orfeu no Inferno (Jacques Offenbach)              | 1858 |
| Perto de Você               | The Nutcracker Suite/Romeo & Juliet (Tchaikovsky) | 1892 |
| Vou Ser o Rei               | In the Hall of the Mountain King (Edvard Grieg)   | 1876 |
| Asas do Amor                | The Blue Danube (Johann Strauss II)               | 1867 |
| Correntes do Amor           | Habanera (Georges Bizet)                          | 1875 |
| É o Fim                     | Sinfonia n.º 5 (Beethoven)                        | 1808 |
| L'Opera                     | The Pirates of Penzance (Arthur Sullivan)         | 1879 |

o filme conta também com a faixa "Three Is A Magic Number"
- TV Paga/Televisão
- Disney Channel / Disney Junior